# Missy Peregrym
Melissa "Missy" Peregrym (Montreal, 16 de junho de 1982) é uma atriz e modelo canadense. Ela é filha de um pastor e de uma dona-de-casa. Desde a infância praticou diversos esportes como futebol, snowboarding e basquetebol. Como canadense, fala inglês e francês fluentemente. Começou a carreira de modelo aos dezoito anos, tendo feito diversos comerciais para marcas famosas. Como atriz, estreou em 2000, no seriado Dark Angel, aparecendo depois em vários outros, com destaque para Heroes, no qual interpretou a mutante Candice Wilmer e em Rookie Blue, interpretando Andy McNally, na qual foi uma das protagonistas.
Atuou também no telefilme Call Me: the Rise and Fall of Heidi Fleiss. Em 2006, estreou no cinema como protagonista do filme Stick It (Virada Radical), no qual interpreta uma ex-ginasta olímpica que se vê obrigada a voltar ao esporte devido a problemas com a lei. Participou da série  Reaper  como namorada do protagonista. Em 2007, ganhou indicação ao Leo Awards de melhor atriz por esse seriado. Actualmente ela está no seriado de televisão FBI. Possui também autuação em caridade, tendo participado do TOMS Shoe Drop Argentina em 2006.
Tem um filho, Otis, que nasceu em março de 2020, após ela ter uma dispensa das gravações da série FBI.

## Filmografia
- Dark Angel - Hottie Blood
- The Chris Isaak Show - Julia
- Black Sash - Tory Stratton
- Jake 2.0 - Garota em um bar
- Tru Calling - Gina
- Smallville - Molly Griggs
- Call Me: The Rise and Fall of Heidi Fleiss (2004) - Tina
- Andromeda - Lissett
- Catwoman (2004)
- Life as We Know It - Jackie Bradford
- Smallville: Chloe Chronicles - Molly Griggs
- Stick It (2006) - Haley Graham
- Heroes - Candice Wilmer
- Heroes Unmasked - Candice Wilmer
- Wide Awake (2007) - Cassie Lang
- Reaper - Andi Prendergast
- For Tomorrow: The First Step of the Revolution (2008) - Ela mesma
- Rookie Blue (2010) - Andy McNally
- Hawaii 5-0 - irmã do detetive Danny Willians
- FBI -  Maggie Bell
- Van Helsing - Scarlett
- Backcountry - Jenn